# Breviceps gibbosus
Ếch mưa Mũi hoặc Ếch mưa khổng lồ (Breviceps gibbosus) là một loài ếch trong họ Nhái bầu. Chúng là loài đặc hữu của Nam Phi. Các môi trường sống tự nhiên của chúng là thảm cây bụi kiểu Địa Trung Hải, vùng đồng cỏ, vườn nông thôn, và các vùng đô thị. Loài này đang bị đe dọa do mất môi trường sống.

## Hình ảnh

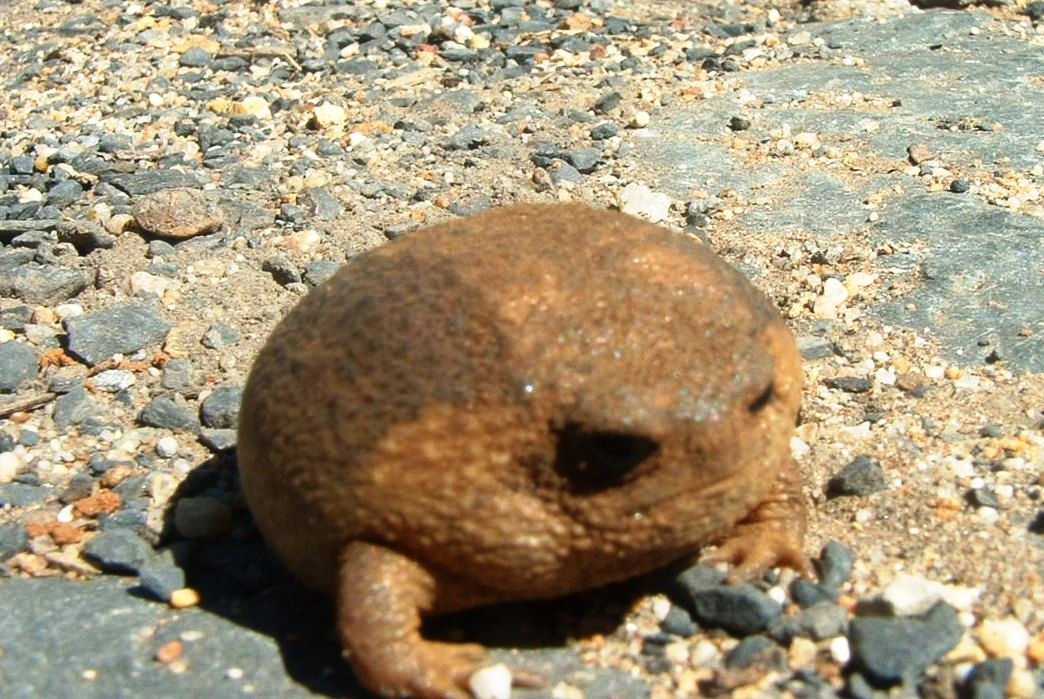
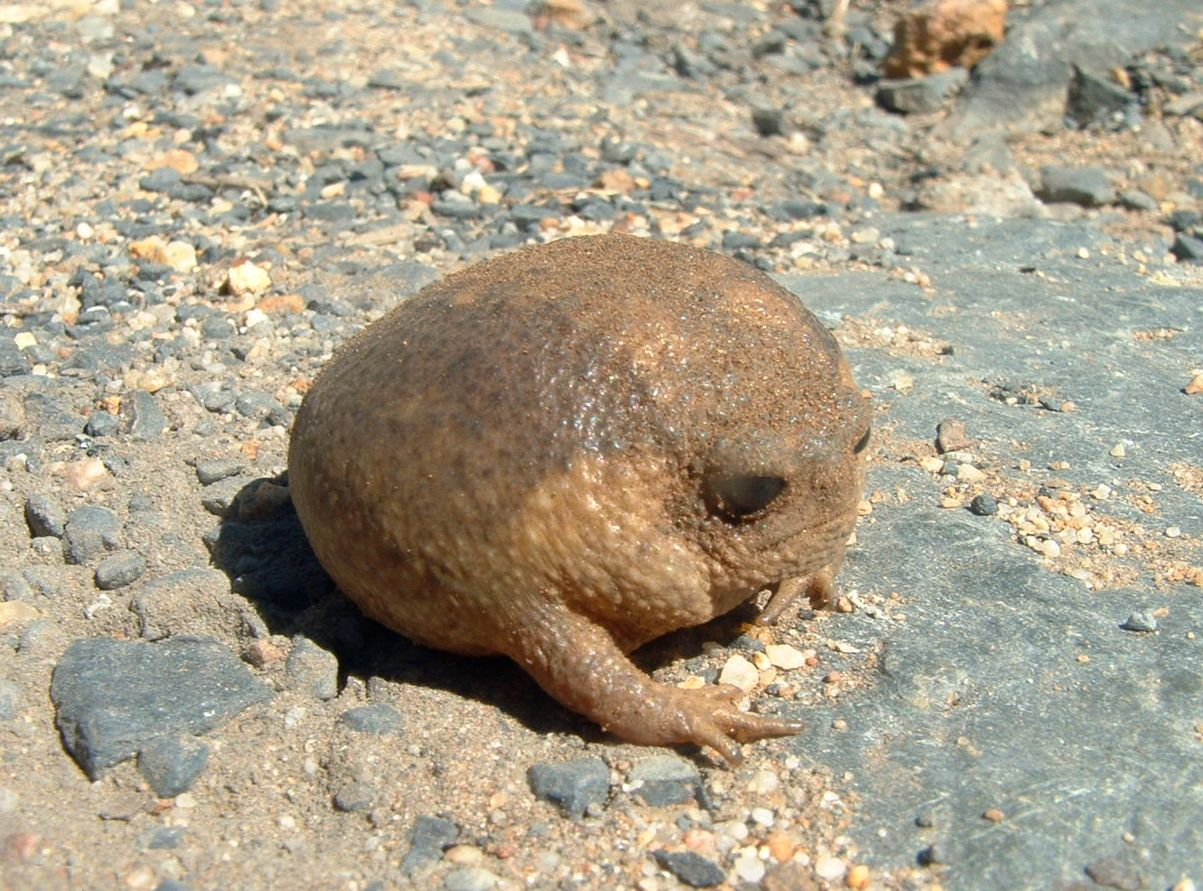
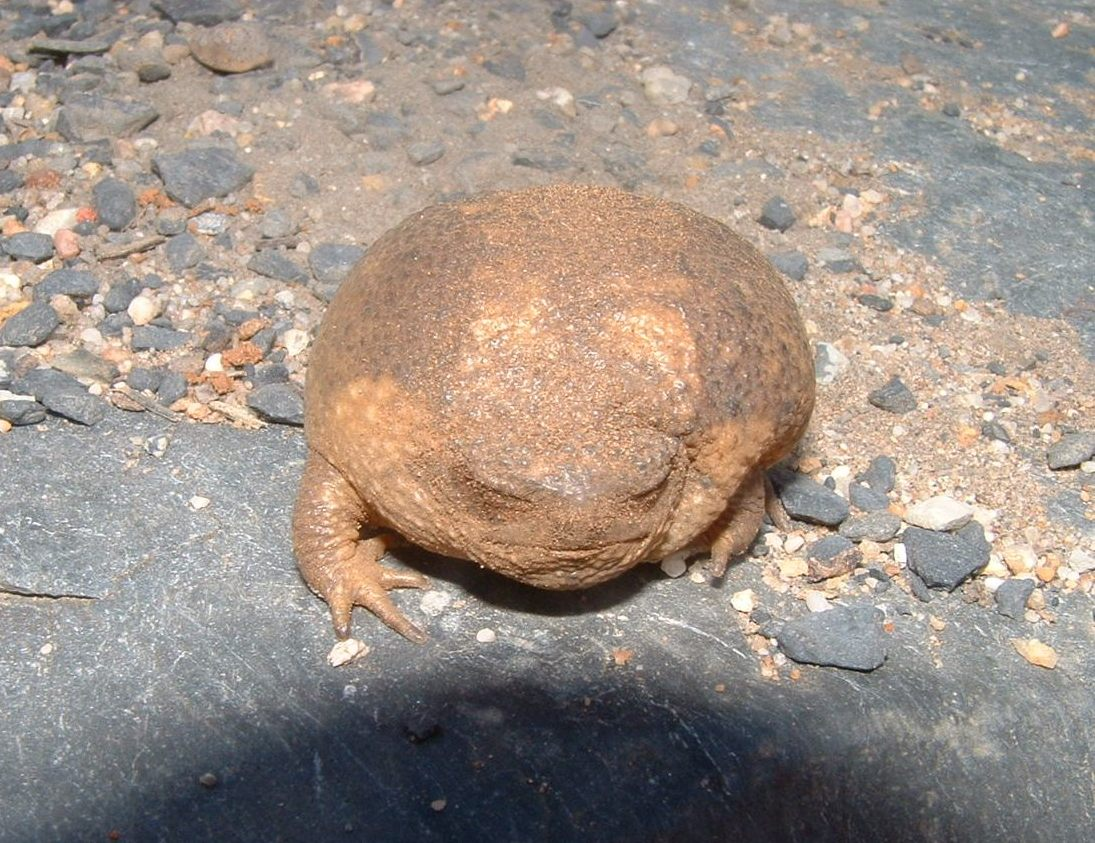